# 갯마을 (1965년 영화)
"갯마을"은 김수용 감독, 신봉승 각색의 1965년 대한민국의 흑백영화이다. 오영수의 소설 갯마을을 원작으로 한다. 1965년 당시 붐을 이루었던 문예물영화(文藝物映畵)의 대표작 중의 하나로서 특히 바다의 숙명 속에 사는 인간상을 아름다운 영상미로 묘사한 영화였다.

## 줄거리
갯마을의 고기잡이 배가 출어(出漁)했다가 귀항(歸港)하지 못하자 마을은 온통 초상집이 된다. 해순(고은아)도 결혼한 지 1주일이 못되어 청상과부(靑孀寡婦)가 된 것이다. 시댁식구들과 살아가던 그녀는, 어느날 동네 청년 상수에게 몸을 빼앗기고, 그에게 다시 시집을 간다. 상수와 재혼하여 뭍으로 나갔지만 비극의 싸앗은 그녀를 그냥 놓아 두지를 않아, 끝내 그녀는 갯마을로 다시 돌아간다.

## 개요
프로듀서 호현찬(扈賢贊)이 기획한 작품으로, 김수용은 그 어느 영화에서보다도 착실하게 영상미(映像美)를 구축해 나갔다. 고은아가 이 영화에서부터 주목을 받는 연기를 시작했고 신영균의 연기도 인상에 남는다. 바다에다 남편을 장사지낸 과부들이 모여 산다는 갯마을의 삶을 숙명론적인 입장에서 처리했고, 특히 전조명(田朝明)의 촬영이 뛰어났다. 제5회 대종상에서 작품·여우 조연·촬영·편집상, 제13회 아시아 영화제에서 흑백촬영상, 에스파냐 카르타헤나의 제1회 국제해양영화제에서 작품상 수상.

## 출연
- 신영균
- 고은아